# Кавала
Кавала (грец. Καβάλα, болг. Кавала, мак. Кавала) — друге за величиною місто у північній Греції, морський порт затоки Кавала Егейського моря. Столиця нома Кавала. Знаходиться на відстані 680 км від Афін та за 165 км від Салонік. У Кавалах є свій аеропорт «Мегас Александрос».

## Історія
Місто засноване вихідцями з острова Тасос близько 500 до н. е., які назвали його Неаполіс (грец. Νεάπολης — Нове місто). Саме до того часу віднесені найдавніші з найдених монет, які карбувались містом. На одній її стороні зображувався горгоніон, на зворотній — вогнутий чотирикутник.
Після 340 до н. е., коли Фракією заволодів Філіпп II Македонський, Неаполь втрачає автономію, і згадки про місто зустрічаються значно рідше. Сама назва Неаполь збереглася на одному мілліаріі, тобто подорожньому стовпі, із зазначенням відстані, епохи Траяна (106 — 107 рр. н. е.) на Ігнатієвій дорозі, а в самому Неаполі був виявлений ще один мілліарій Ігнатієвої дороги кінця II століття н. е.
Наступна згадка про місто з'явилась у VII столітті, але під назвою Христопулі. У 1185 р. місто було спалене нормандцями. Після повторного завоювання візантійської столиці Михайлом VII Палеологом Христопулі повернене у володіння Константинополя до моменту захоплення його османами 1387 року.

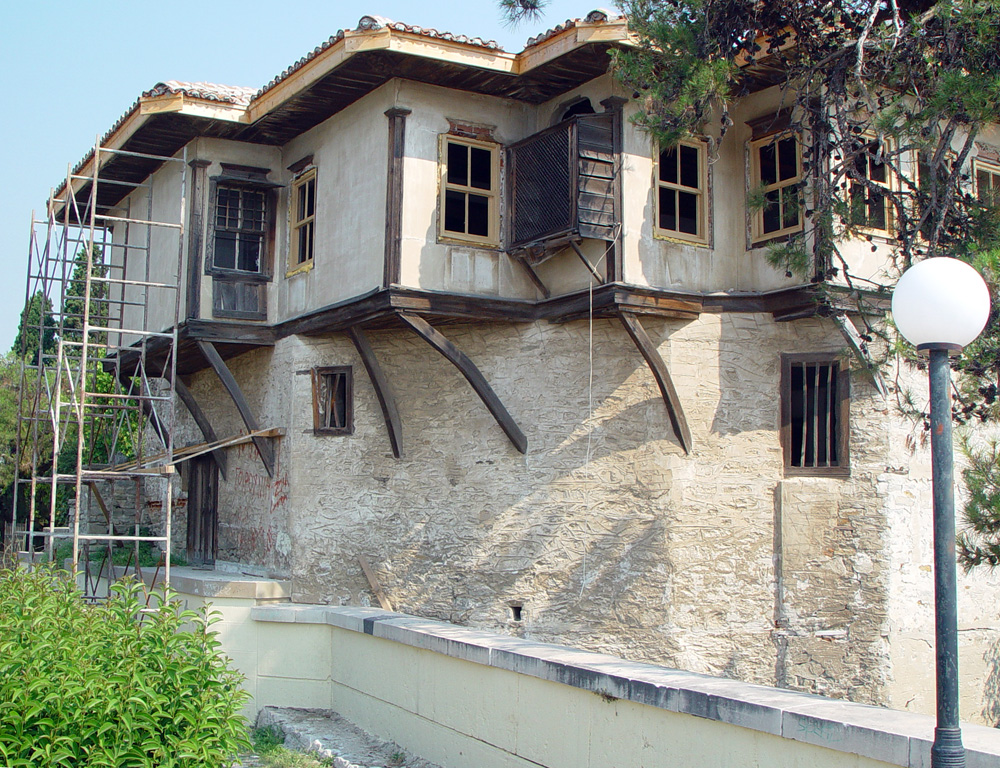
Будинок Мехмета Алі

Саме з 14 століття місто згадується під теперішньою назвою Кавала. 1769 р. тут народився Мехмет Алі — засновник єгипетської династії. Будинок, де він народився та виріс, дуже добре зберігся донині.
З 1850 р. почала розвиватися торгівля тютюном, і слава Кавали поширилася далеко за межі Греції. На початку XX ст. у місті з'являються величезні тютюнові склади, величні будівлі та розкішні особняки, що дозволили назвати кавалу мегаполісом.
Свою незалежність від османів місто здобуло 1912 р. У 1922 р. у його районі оселилося 250 000 біженців з Малої Азії.

## Населення
| Рік  | Місто  | Муніципалітет |
| ---- | ------ | ------------- |
| 1981 | 56,705 | —             |
| 1991 | 56,571 | 60,187        |
| 2001 | 58,663 | 63,293        |

## Персоналії
- Мухамед Алі Єгипетський — єгипетський і османський політичний діяч, паша і хедив Єгипту з 1805 до 1849 року.
- Теодорос Кавалліотіс — діяч Новогрецького Просвітництва.
- Георгіос Георгіадіс — грецький футболіст.
- Васіліс Каррас — грецький співак.
- Софокліс Скорцанітіс — грецький баскетболіст.
- Анна Верулі — грецька легкоатлетка, чемпіонка Європи.
- Зісіс Врізас — грецький футболіст.
- Анна Герасіму — грецька тенісистка.
- Теодорос Загоракіс — грецький футболіст, рекордсмен збірної Греції за кількістю проведених матчів — 120, чинний президент футбольного клубу ПАОК[4].
- Янніс Папаїоанну — грецький композитор.

## Спорт
| Клуб   | Ліга                       | Майданчик                   | Місткість | Заснований |
| ------ | -------------------------- | --------------------------- | --------- | ---------- |
| Кавала | Грецька Суперліга — футбол | «Анті Караянні»             | 12 500    | 1965       |
| Кавала | A2 Етнікі — баскетбол      | спортивний центр «Каламіца» | 1 700     | 2008       |

## Міста-побратими
- Нюрнберг, Німеччина
- Босанска-Градишка, Боснія і Герцоговина
- Текирдаг, Туреччина
- Гоце-Делчев, Болгарія

## Пам'ятки

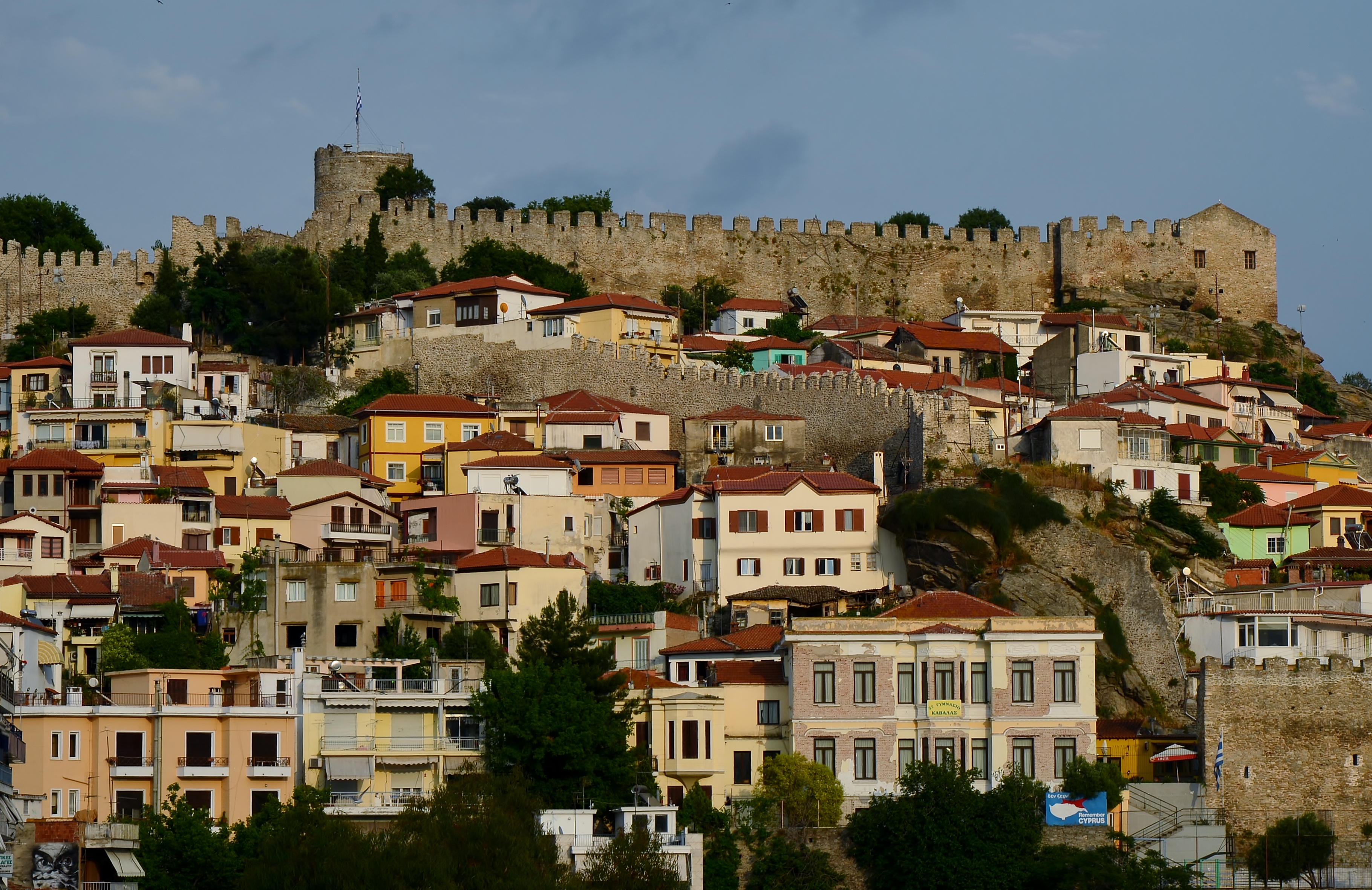
Фортеця

На півострові посеред міста розташована фортеця. Вона була відновлена османами на місці візантійських укріплень у 1425 році. Призначалась для контролю і захисту дороги, а також контролю за пересуваннями венеційського флоту та для протидії відповідним нападам з моря. Фортеця побудована з місцевого граніту з додаванням мармуру та вапняку. Стіни фортеці не були пристосовані для обстрілу з гармат, а витримували напади із застосуванням холодної зброї. ЇЇ оборонний мур повторює рельєф пагорбу, а внутрішній простір площею 13 гектарів розділений додатковою стіною довжиною 449 метрів яка піднімається на висоту 64 метри. В фортеці було четверо воріт, три зовнішні башти та внутрішня башта, розташована на центральній стіні.
Докладніше: Фортеця Кавала